# 몬테네그로 공주 조르카
조르카 카라조르제비치 공주(Princess Zorka of Montenegro, 1864년 12월 23일 ~ 1890년 3월 16일)는 니콜라 1세 왕자와 몬테네그로 공주 밀레나 사이에서 태어난 장녀로, 나중에 몬테네그로의 왕비가 되었다. 1883년 류비카는 피터 카라조르제비치 왕자와 결혼하여 이름을 류비카에서 조르카로 변경했다. 그녀는 1890년 3월 16일 안드레이 왕자를 출산하던 중 출산 중 사망했다. 안드레이 왕자는 얼마 지나지 않아 사망했다. 조르카의 남편은 나중에 페타르 1세로서 세르비아의 왕이 되었다.

## 자녀
| 사진 | 이름                 | 생일             | 사망                   | 기타                                               |
| ---- | -------------------- | ---------------- | ---------------------- | -------------------------------------------------- |
|      | 세르비아 공주 옐레나 | 1884년 11월 4일  | 1962년 10월 16일(77세) | 러시아 공자 이오안 콘스탄티노비치와 결혼, 1남 1녀. |
|      | 밀레나               | 1886년 4월 21일  | 1887년 12월 28일(1세)  | 요절.                                              |
|      | 세르비아 왕자 조르제 | 1887년 8월 27일  | 1972년 10월 17일(85세) | 라드밀랴 라도니치와 결혼, 자녀 없음.               |
|      | 알렉산다르           | 1888년 12월 16일 | 1934년 10월 9일(45세)  | 루마니아의 마리아와 결혼, 3남.                     |
|      | 안드레이             | 1890년 3월 16일  | 1890년 3월 16일        | 요절.                                              |